# Aeroport Internacional de Tòquio
|  | No s'ha de confondre amb Aeroport Internacional de Narita. |

L'Aeroport Internacional de Tòquio (東京国際空港 Tōkyō Kokusai Kūkō) (IATA: HND, ICAO: RJTT), s'ubica a Ōta, Tòquio (Japó), sent un dels principals aeroports de l'àrea del Gran Tòquio.
Es coneix aquest aeroport molts cops com a Aeroport de Haneda (羽田空港 Haneda Kūkō) per a diferenciar-se de l'Aeroport Internacional de Narita, ubicat a la Prefectura de Chiba. A l'aeroport de Narita hi arriben la major part dels vols internacionals de la regió. En canvi Haneda només té servei internacional amb l'aeroport de Gimpo, a Seül, Corea (aeroport de Seül que només dona servei internacional a Haneda).
Haneda es troba dins del ranking dels aeroport amb més passatgers del món. L'any 2006 ocupava el quart lloc d'aquest ranking mundial (primera posició al Japó) i va captar 65.3 milions de passatgers, tant en trànsit, com en passatgers que es quedaven al Japó.